# Vilmos Fraknói

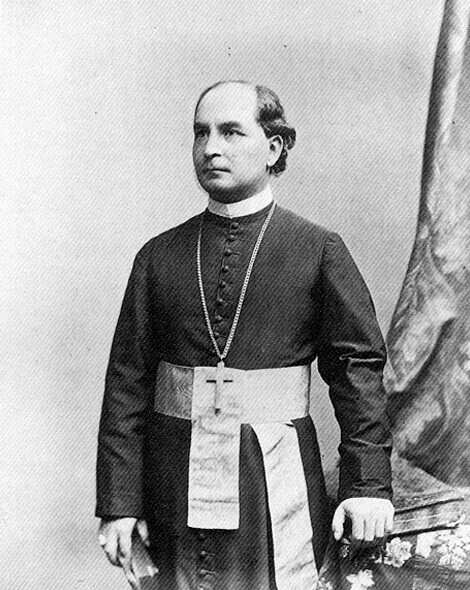
Vilmos Fraknói

Vilmos Fraknói (* 17. Februar 1843 in Ürmény, Königreich Ungarn; † 20. November 1924 in Budapest) war ein ungarischer Historiker und katholischer Geistlicher.

## Leben
Der aus einer jüdischen Familie stammende Fraknói (deutsch Wilhelm Frankl) studierte in Tyrnau und an den geistlichen Seminaren zu Gran (Esztergom) und Pest römisch-katholische Theologie und Philosophie, 1865 wurde er zum Priester geweiht.
Erst 17 Jahre alt, gewann er einen akademischen Preis mit der (ungarischen) Schrift Skizze des Standes der Kultur der Magyaren unter den Herzögen (Pest 1861) und bald darauf einen zweiten, von der Pester Universität ausgesetzten Preis mit der Abhandlung Ursprung und historische Entwickelung der Palatins- und Oberstlandesrichterwürde (Pest 1863).
1864 wurde er Professor in Tyrnau, 1865 in Gran, 1872 Sekretär der Ungarischen Akademie der Wissenschaften (der er seit 1870 angehörte), 1875 Kustos des Ungarischen Nationalmuseums, 1878 Domherr in Nagyvárad (Großwardein) und 1879 Generalsekretär der Akademie und Titularabt von Szekszárd und Titularbischof von Rab.
Er gründete 1892 das Ungarische Historische Institut in Rom.

## Schriften
- Peter Pázmány und dessen Zeitalter. 2 Bände. Pest 1868–69.
- Das vaterländische und ausländische Unterrichtswesen im 16. Jahrhundert. 1873.
- Geschichte von Ungarn. Neue Auflage. 1873/74.
- Denkmäler der ungarischen Reichstage. Im Auftrag der Ungarischen Akademie. 6 Bände. 1874–77.
- Das Leben des Erzbischofs Johann Vitéz. 1879.
- Die Verschwörung des Martinovics. 1880.
- Ungarn und die Liga von Cambrai. 1883.
- Ungarn vor der Schlacht bei Mohács 1524–26. Deutsch von Schwicker. Lauffer, Budapest 1886.
- Mathias Corvinus, König von Ungarn 1458–1490. Auf Grund archivalischer Forschungen bearb. von Wilhelm Fraknoi. Mit Genehmigung des Verf. aus dem Ungarischen übers. Herder, Freiburg im Breisgau 1891.
- Die Ofner Chronik. Facsimile-Ausgabe des 1. ungarländischen Druckes nach dem Exemplare der Bibliothek des Ungarischen Nationalmuseums Ranschburg, Budapest 1900.
- Papst Innocenz XI. (Benedikt Odescalchi) und Ungarns Befreiung von der Türkenherrschaft. Auf Grund der diplomatischen Schriften des Päpstlichen Geheim-Archivs. Herder, Freiburg im Breisgau 1902.
- Wann soll man und wie kann man Frieden schließen? Frick, Wien 1915.
- Kritische Studien zur Geschichte des Dreibundes 1882–1915. Kilian, Budapest 1917.
- Die ungarische Regierung und die Entstehung des Weltkrieges. Seidel, Wien 1919.
- Die Königswahl in Ungarn. Sendschreiben an die Mitglieder der ungarischen Nationalversammlung. Frick, Wien 1920.